# Guillermo Cornejo
Guillermo Cornejo Calderon (ur. 25 czerwca 1919 w Arequipie, zm. 25 listopada 1990 w Limie) – peruwiański strzelec, olimpijczyk. 
Brał udział w igrzyskach olimpijskich w latach 1956 (Melbourne), 1960 (Rzym) i 1964 (Tokio). Na wszystkich igrzyskach, startował w jednej konkurencji, w której najwyżej uplasował się na igrzyskach w Melbourne (17. pozycja).
Na igrzyskach panamerykańskich w 1959 roku zdobył brązowy medal w strzelaniu z pistoletu szybkostrzelnego z odl. 25 metrów (zdobył 571 punktów).

## Wyniki olimpijskie
| Igrzyska | Konkurencja                   | Wynik                 | Miejsce    | Źródło |
| -------- | ----------------------------- | --------------------- | ---------- | ------ |
| IO 1956  | Pistolet szybkostrzelny, 25 m | 560 punktów (278-282) | 17 (na 35) | [ 1 ]  |
| IO 1960  | Pistolet szybkostrzelny, 25 m | 564 punkty (290-274)  | 36 (na 57) | [ 2 ]  |
| IO 1964  | Pistolet szybkostrzelny, 25 m | 573 punkty (286-287)  | 34 (na 53) | [ 3 ]  |